# غدة لعابية
الغدد اللعابية (بالإنجليزية: Salivary gland)‏ هي غدد قنوية في الثدييات تفرز اللعاب وهي تكوينات صلبة تتكون من ملايين الخلايا الإفرازية وتسري بين هذه الخلايا قنوات رقيقة تجمع اللعاب وتحمله وتوجهه إلى قناة مفردة تقوم بدورها بحمل اللعاب إلى الفم.
تعتبر الغدتان النكفيتان أكبر الغدد اللعابية وهما توجدان جانب الفك الأسفل أمام الأذن ويسري اللعاب من كل غدة نكفية إلى الفم في وعاء صغير يسمى ستنسن.
وتعتبر الغدد تحت اللسان أو اللسانية وهي أصغر الغدد اللعابية وتوجد أسفل اللسان والذي يميزها عن الغدد اللعابية الأخرى أنها بدلاً من أن تكون لها قناة كبيرة منفردة مثل الغدد النكافية والغدد تحت الفك فإن لها صفاً كاملاً من القنوات الأصغر بكثير والتي تفتح في الفم على طول الحافة المستعرضة الصغرى الموجودة في أرضية الفم تحت اللسان.
أما الغدد تحت الفكية فهي تقع أسفل قاعدة اللسان ولكل غدة تحت الفك قناة تمتد إلى الأمام مخترقة الأنسجة في قاع الفم وتفتح بواسطة فتحة يمكن رؤيتها بسهولة عند قاعدة القيد الصغير للسان.

## الأنواع

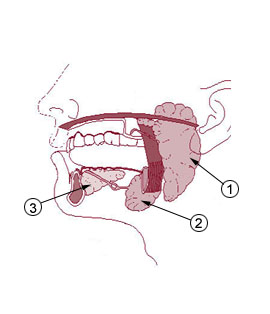
الغدد اللعابية: 1) الغدة النكفية. 2) الغدة تحت الفك السفلي. 3) الغدة تحت اللسان.

الغدد اللعابية مفصلة أدناه:

### الغدد النكفية
الغدد النكفية هي الغدد اللعابية الرئيسية حول الفك السفلي للبشر، وهي أكبر غدد لعابية. تفرز اللعاب لتسهيل المضغ والبلع، والأميليز لبدء عملية هضم النشويات. هذا هو نوع الغدة المصلية الذي يفرز إنزيم تيالين. تدخل في تجويف الفم عن طريق القناة النكفية (Stensen duct). وهي تقع الغدد خلف الفك السفلي وأمام الناتئ الخشائي للعظم الصدغي. وهي مهمة في تقسيم فروع العصب الوجهي في مواجهة الفصوص المختلفة، ونظرًا لذلك فأي إصابة علاجية المنشأ ستؤدي إما إلى فقدان الحركة أو قوة العضلات المعنية بتعبيرات الوجه. تُنتج 20٪ من إجمالي المحتوى اللعابي في تجويف الفم. والنكاف هو عدوى فيروسية تسبب التهاب الغدة النكفية.

### الغدد تحت الفك السفلي
هي زوج من الغدد اللعابية الرئيسية تقع تحت الفكين السفليين أعلى العضلات ذات البطنين. يكون الإفراز الناتج عبارة عن خليط من سائل مصلي ومخاط، ويدخل في تجويف الفم عبر القناة تحت الفك السفلي (قناة وارتون). يتم إنتاج ما يقرب من 65-70٪ من اللعاب في تجويف الفم عن طريق الغدد تحت الفك السفلي، على الرغم من أنها أصغر بكثير من الغدد النكفية. يمكن الشعور غالبًا بهذه الغدة عن طريق ملامسة الرقبة تُحَس وكأنها كرة مستديرة. وهي تقع مسافة إصبعين تقريبًا فوق تفاحة آدم (بروز الحنجرة) وحوالي بوصتين تحت الذقن.

### الغدد تحت اللسان
هي زوج من الغدد اللعابية الرئيسية تقع أسفل اللسان أمام الغدد تحت الفك السفلي. يكون الإفراز الناتج مخاطيًا بشكل رئيسي لكن يتم تصنيفها على أنها غدة مختلطة. يخرج اللعاب مباشرةً من 8-20 قناة مفرزة معروفة باسم قنوات Rivinus. يُفرَز 5٪ من لعاب تجويف الفم من هذه الغدد.

### الغدد اللعابية الصغيرة
هناك من 800 إلى 1000 غدة صغيرة موجودة في أنحاء تجويف الفم في الطبقة تحت المخاطية من الغشاء المخاطي في الأنسجة من تجويف الفم واللسان والشفتين والحنك الرخو والأجزاء الجانبية من الحنك الصلب وأرضية الفم أو بين ألياف العضلات في اللسان. يبلغ قطرها من 1 إلى 2 مم، وعلى عكس الغدد الرئيسية تكون غير مغلفة بنسيج ضام. قد تحتوي الغدة اللعابية الصغيرة على قناة إخراج مشتركة مع غدة أخرى، أو قد يكون لها قناة الإخراج الخاصة بها. إفرازهم بشكل رئيسي مخاطي وله العديد من الوظائف مثل تغطية التجويف الفموي باللعاب. ترتبط أحيانًا مشاكل الأسنان الصناعية بالغدد اللعابية الصغيرة إذا كان هناك جفاف في الفم. تحصل الغدد اللعابية البسيطة على التغذية العصبية عن طريق العصب القحفي السابع (العصب الوجهي).

### غدد فون إبنر
هي غدد موجودة في دائرة حول الحليمات الكأسية على السطح العلوي للسان بالقرب من التلم الانتهائي له. تفرز سائل مصلي محض يبدأ تحليل الدهون. كما أنها تسهل إدراك الطعم من خلال إفراز الإنزيمات والبروتينات الهضمية. يوفر ترتيب هذه الغدد حول الحليمات الدائرية تدفق مستمر للسوائل على العدد الكبير من براعم التذوق المبطنة لجوانب الحليمات، وهذا مهم لذوبان أجزاء الطعام التي يجب تذوقها.

## التغذية العصبية
تتغذى الغدد اللعابية عصبيًا إما بشكل مباشر أو غير مباشر، من الأذرع السمبتاوية واللاوُدِّية للجهاز العصبي اللاإرادي. يحفز التنظير اللاوُدِّي تدفقًا كبيرًا من اللعاب. وعلى العكس ينتج التحفيز السمبتاوي إما تدفقًا ضئيلًا غنيًا بالبروتين أو لا ينتج تدفقًا على الإطلاق.
- يُحمَل التعصيب اللاودي إلى الغدد اللعابية عن طريق الأعصاب القحفية. وتتلقى الغدة النكفية مداخلاتها اللاوديّة من العصب اللساني البلعومي (التاسع) عبر العقدة الأذنية،[9] في حين تتلقى الغدد تحت الفك السفلي وتحت اللسان مدخلها الودي من العصب الوجهي (السابع) عبر العقدة تحت الفك السفلي.[10] هذه الأعصاب تطلق الأستيل كولين والمادة P، التي تنشط مسارات IP3 وDAG على التوالي.
- يحدث التعصيب المتعاطف المباشر للغدد اللعابية عن طريق الأعصاب قبل العقدة في المقاطع الصدرية T1-T3 التي تشتبك في العقدة العنقودية العليا مع الخلايا العصبية بعد العقدة التي تطلق نورأبينفرين، والتي يتم استقبالها بعد ذلك من قبل المستقبلات الأدرينالية بيتا على الخلايا العُنيبية والقنوية من الغدد اللعابية، مما يؤدي إلى زيادة في مستويات فوسفات الأدينوزين الدوري (CAMP) وزيادة مقابلة في إفراز اللعاب.[11]
- يؤثر الجهاز العصبي الودي أيضًا على إفرازات الغدد اللعابية بشكل غير مباشر عن طريق تعصيب الأوعية الدموية التي تزود الغدد.

### التشريح المجهري
تنقسم الغدة داخليًا إلى فصيصات. تدخل الأوعية الدموية والأعصاب إلى الغدد من النقير وتتفرع تدريجياً إلى الفصوص.

#### العنيبات
وُجِدت الخلايا السريرية في مجموعات، تقع كل عنيبة في الجزء الطرفي من الغدة الموصولة إلى الجهاز القنوي، مع العديد من العنيبات داخل كل فصيص من الغدة. تتكون كل عنيبة من طبقة واحدة من الخلايا الطلائية المكعبة المحيطة بالتجويف، وهو فتحة مركزية حيث يترسب اللعاب بعد أن يتم إنتاجه بواسطة الخلايا الإفرازية. تصنف الأشكال الثلاثة للعنيبات من حيث نوع الخلايا الظهارية الموجودة والمنتج المُفرَز إلى: مصلية ومخاطية ومخاطية مصلية.

#### القنوات الناقلة
في نظام القنوات، تتشكل التجاويف عن طريق القنوات المتداخلة والتي بدورها تنضم لتشكل القنوات المخططة. هذه التصريفات في القنوات الواقعة بين فصوص الغدة (تسمى القنوات بين الفصية أو القنوات الإفرازية). توجد هذه الغدد في معظم الغدد الرئيسية والثانوية (قد يكون الاستثناء هو الغدة تحت اللسان).
تنتهي جميع الغدد اللعابية البشرية في الفم، حيث يساعد اللعاب في الهضم. إن اللعاب الذي تفرزه الغدد اللعابية يتم تثبيطه في المعدة بواسطة الحمض الموجود، ولكن اللعاب يحتوي أيضًا على إنزيمات يتم تنشيطها فعليًا عن طريق حمض المعدة.

### التعبير الجيني والبروتيني
يتم التعبير عن حوالي 20 ألف جين في الخلايا البشرية، ويتم التعبير عن 60٪ من هذه الجينات في الغدد اللعابية الطبيعية للبالغين. أقل من 100 جين يتم التعبير عنها بشكل أكثر تحديدًا في الغدة اللعابية. إن الجينات النوعية للغدة اللعابية هي في الأساس جينات تشفر للبروتينات المنفردة ومقارنة بالأعضاء الأخرى في جسم الإنسان. تحتوي الغدة اللعابية على أعلى نسبة من الجينات المفرزة.

## الشيخوخة
تظهر شيخوخة الغدد اللعابية بعض التغييرات الهيكلية، مثل:
- انخفاض في حجم الأنسجة العنيبية
- زيادة في الأنسجة الليفية
- زيادة في الأنسجة الدهنية
- فرط تنسج الأقنية وتوسعها

بالإضافة إلى ذلك، هناك أيضًا تغييرات في محتويات اللعاب:
- انخفاض في تركيز IgA الإفرازي
- انخفاض في كمية الميوسين

لكن لا يوجد أي تغيير شامل في كمية اللعاب التي تم إفرازها.

## الوظيفة
تفرز الغدد اللعابية اللعاب الذي له فوائد عديدة لجوف الفم وصحته بشكل عام. تشمل هذه المزايا ما يلي:
- الحماية

يتكون اللعاب من بروتينات تعمل على تليين وحماية الأنسجة اللينة والصلبة من تجويف الفم.
- التخزين المؤقت

بشكل عام كلما ارتفع معدل تدفق اللعاب، كلما زادت سرعة التخليص وزيادة سعة المخزن المؤقت، وبالتالي تم توفير حماية أفضل من تسوس الأسنان. ولذلك فإن الأشخاص الذين لديهم معدل أبطأ من إفراز اللعاب إلى جانب القدرة المنخفضة على التخزين المؤقت، يقللون من حماية اللعاب ضد الميكروبات.
- تشكيل الغشاء

يشكّل اللعاب غشاء رقيق على سطح السن. يحتوي الغشاء على مخاط وبروتين سكري غني بالبرولين من اللعاب. إن البروتينات (الإثيسترين والبروتينات الغنية بالبرولين) داخل الألوية اللعابية تمنع نزع التنقية وتشجع إعادة التمعدن عن طريق جذب أيونات الكالسيوم.
- الحفاظ على سلامة الأسنان

يحدث نزع التمعدن عندما تتحلل المينا بسبب وجود الحمض. عندما يحدث هذا، فإن تأثير قدرة التخزين المؤقت للعاب (يزيد من معدل تدفق اللعاب) يمنع نزع المعادن. يمكن أن يبدأ اللعاب بعد ذلك في تعزيز إعادة تمعدن الأسنان عن طريق تقوية المينا بمعادن الكالسيوم والفوسفات.
- مضاد للميكروبات

يمكن أن يمنع اللعاب النمو الميكروبي بناءً على العناصر التي يحتوي عليها. على سبيل المثال، يرتبط اللاكتوفيرين في اللعاب بشكل طبيعي بالحديد. بما أن الحديد مكون رئيسي لجدران الخلايا البكتيرية، فإن إزالة الحديد يكسر جدار الخلية والذي بدوره يكسر البكتيريا. الببتيدات المضادة للميكروبات تمنع نمو المبيضات البيضاء والمكورات العقدية. يعمل الغلوبيولين المناعي اللعابي A على تجميع البكتيريا الفموية ومنع تشكيل اللويحة السنية.
- إصلاح الأنسجة

يمكن أن يشجع اللعاب على إصلاح الأنسجة اللينة عن طريق تقليل وقت التجلط وزيادة انكماش الجرح.
- الهضم

يحتوي اللعاب على إنزيم الأميليز، الذي يحلل النشا في المالتوز والدكسترين. ونتيجة لذلك يسمح اللعاب بالهضم قبل وصول الطعام إلى المعدة.
- التذوق[24]

يعمل اللعاب كمذيب يمكن للجسيمات الصلبة أن تذوب فيه وتدخل براعم التذوق من خلال الغشاء المخاطي للفم الموجود على اللسان. توجد براعم التذوق هذه ضمن الحُلَيْقات التوليفية، حيث تفرز الغدد اللعابية الصغيرة اللعاب.

## الأهمية السريرية

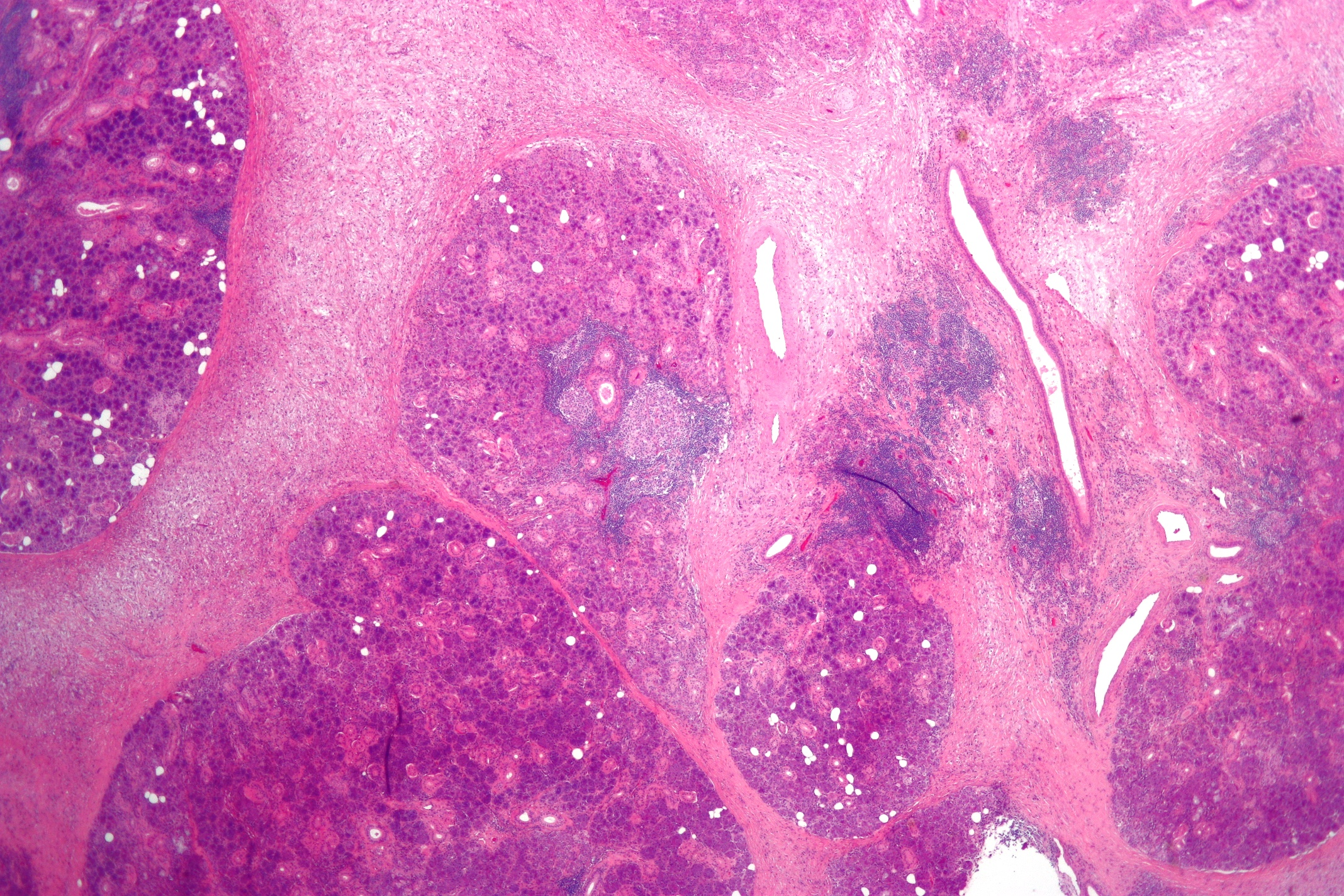
صورة مِجهرية لالتهاب مزمن في الغدد اللعابية.

قد يسبب التحصي اللعابي (حصى اللعاب) انسداد في القنوات، والأكثر شيوعًا القنوات تحت الفك السفلي مما يسبب الألم وتورم الغدة.
يشير الاختلال الوظيفي للغدد اللعابية إلى جفاف الفم أو نقص إفراز الغدد اللعابية؛ ويرتبط مع انخفاض مستوى الحياة. بعد العلاج الإشعاعي لمنطقة الرأس والرقبة، فإن خلل الغدة اللعابية هو أحد الآثار الجانبية المتوقعة. قد يتم تحفيز إنتاج اللعاب عن طريق دواء مدر للعاب مثل بيلوكاربين وسيفميلين. ويمكن أيضًا أن يتم قمعه بواسطة مضاد الإلعاب مثل مضادات الاكتئاب ثلاثية الحلقات ومضادات ارتفاع ضغط الدم والأدوية المتعددة.
يمكن أن تؤدي معالجات السرطان بما في ذلك العلاج الكيميائي والعلاج الإشعاعي إلى ضعف تدفق اللعاب. يمكن أن يتسبب العلاج الإشعاعي في إفراز الغدد الدائم بسبب إصابة الغشاء المخاطي للفم يحتوي على الغدد اللعابية مما يؤدي إلى جفاف الفم، في حين أن العلاج الكيميائي قد يسبب ضعفًا مؤقتًا في اللعاب.
بعد زرع نخاع العظم خيفي قد يظهر جفاف الفم وقد تحدث أورام الغدد اللعابية بما في ذلك سرطان الجلد المخاطي.

## الاختبارات السريرية
صورة القناة اللعابية هي دراسة من النوع المواد المظللة للقناة اللعابية التي يمكن استخدامها للتحقيق في وظيفتها ولتشخيص متلازمة شوغرن.

## حيوانات أخرى
يتم تعديل الغدد اللعابية لإنتاج بعض أنواع البروتينات - يوجد الأميلاز اللعابي في العديد من أنواع الطيور والثدييات. في الكائنات الحية الأخرى مثل الحشرات، غالبًا ما تستخدم الغدد اللعابية لإنتاج بروتينات مهمة بيولوجيًا مثل الحرير أو الغراء، بينما كانت الغدد اللعابية التي تحوي كروموسومات متعددة الأضداد مفيدة في البحث الجيني.

## وصلات خارجية
- معلومات عن الغدد اللعابية